# تپه چقاگمبه‌ای
تپه چقا گمبه‌ای در شهرستان کوهدشت، بخش رومشگان، دهستان رومشگان شرقی، روستای رشنوده واقع شده و این اثر در تاریخ ۲۳ بهمن ۱۳۸۵ با شمارهٔ ثبت ۱۷۱۸۵ به‌عنوان یکی از آثار ملی ایران به ثبت رسیده است.